# Marcus Ljungqvist
Marcus Ljungqvist (født 26. oktober 1974 i Falun) er en tidligere professionel svensk landevejscykelrytter.